# یاسابوبا
یاسابوبا (به ترکی آذربایجانی: Yasaboba) یک روستا در جمهوری آذربایجان است که در شهرستان قوسار واقع شده‌است. یاسابوبا ۴۸۸ نفر جمعیت دارد.